# Рыжкин, Владимир Алексеевич
Влади́мир Алексе́евич Ры́жкин (29 декабря 1930, Москва, РСФСР, СССР — 19 мая 2011) — советский футболист, нападающий. Мастер спорта СССР (1954, снято, восстановлено в июле 1955). Заслуженный мастер спорта СССР (1957). Олимпийский чемпион 1956.

## Биография
Воспитанник юношеской команды «Металлург» Москва. Армейскую службу проходил в команде минского окружного Дома офицеров, а в 1951 году был переведён в ЦДСА. Через год команду расформировали, и Рыжкина перевели в Калинин, где базировался спортивный штаб Московского военного округа. После расформирования команды МВО Рыжкин перешёл в московское «Динамо» и отыграл в команде 9 сезонов, завоевав шесть медалей чемпионата СССР — три золотые, две серебряные и одну бронзовую и выиграв в 1953 году Кубок СССР.
За сборную СССР провёл 4 неофициальных матча в 1954 году против Болгарии и Польши, 5 официальных матчей в 1956—1957, в том числе три — в составе олимпийской сборной.
После окончания спортивной карьеры работал дипломатическим курьером с 1963 года по 1991 год.
Скончался 19 мая 2011 года.

## Достижения
- Чемпион СССР (3): 1954, 1955, 1957.

Серебряный призёр (2): 1956 1958.
Бронзовый призёр (1): 1960
- Обладатель Кубка СССР (1): 1953.
- Чемпион Олимпийских игр 1956.
- В Списке 33 лучших футболистов сезона в СССР 3 раза под № 2 (1955—1957).

## Награды
- Орден «Знак Почёта» (27.04.1957) — «за успехи, достигнутые в деле развития массового физкультурного движения в стране, повышения мастерства советских спортсменов, и успешное выступление на международных соревнованиях